# おいらせ町

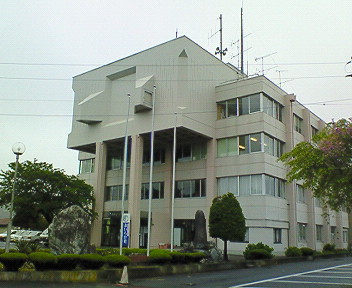
分庁舎（2007年（平成19年）5月撮影）
合併前は百石町役場だった。

おいらせ町（おいらせちょう）は、青森県東部、上北郡に属する町。おいらせ町は『町』を「ちょう」と読む自治体として本州最北である。

## 地理
上北郡の東南部に位置し、東部を太平洋に面する。東西を十和田湖を源流とする、町名の由来となった奥入瀬川が流れる。また、隣接する八戸市、三沢市のベッドタウン化が進んでいる。

### 隣接する自治体
- 三沢市
- 八戸市
- 上北郡六戸町
- 三戸郡五戸町

## 歴史
- 2006年（平成18年）3月1日 - 上北郡下田町・百石町が合併し発足[1]。2町は当初、六戸町を含む3町で法定合併協議会を設けて協議し、新市名を「おいらせ市」に決めていた。しかし、六戸町が財政計画案などに難色を示して合併協議から離脱し、市昇格を断念して2町合併による「おいらせ町」が誕生することとなった。青森県の町村の中では最多の人口を擁する。

## 行政
| 代    | 氏名       | 就任年月日    | 退任年月日    | 備考       |
| ----- | ---------- | ------------- | ------------- | ---------- |
| 初代  | 三村正太郎 | 2006年3月     | 2010年3月25日 | 旧百石町長 |
| 2代   | 成田隆     | 2010年3月26日 | 2014年3月25日 |            |
| 3代   | 三村正太郎 | 2014年3月26日 | 2018年3月25日 |            |
| 4-5代 | 成田隆     | 2018年3月25日 | 現職          |            |

- 2010年2月28日に実施された任期満了に伴う町長選挙では、当日9時33分に当町のある太平洋沿岸にチリ地震による大津波警報が発表されたことに伴い、沿岸部にある一川目･二川目･川口の3箇所の投票所が閉鎖されたため、該当地域の投票が翌週の3月7日[注釈 1]に繰り延べ投票された。公職選挙法に基づき、避難指示が出て閉鎖された3投票所の投票はやり直しとなったが、期日前投票とその他の17投票所の投票は有効となるため、全体の開票は1週間遅れとなり、職員約10人が交代で24時間投票箱を監視し、警察官も1日数回パトロールする事態となった[2]。
- 2010年以降4度の町長選挙は成田と三村による一騎討ちとなり、2018年までは交互に当選する形となっていた。2022年の町長選挙では成田が三村を制し初めて連続当選となった。

## 産業

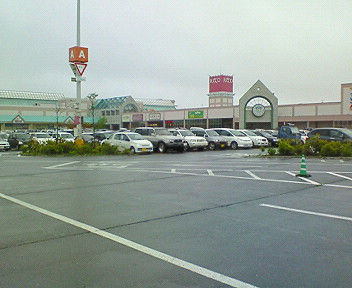
イオンモール下田

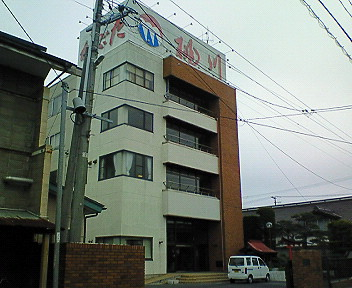
桃川株式会社

### 農業
- コメ
- イチゴ
- 長いも
- ニンジン

### 商業
- おいらせ町商工会
- イオンモール下田：県南地域最大級のショッピングセンター。イオン下田店を中心に100店舗以上が出店する。シネコンを併設する。

### 工業
- ベッドタウン化に伴い進出工場も増加傾向にある。

### 漁業
- 百石漁港

### 主な企業
- 桃川株式会社：酒類製造、販売を行う青森県内大手酒蔵。
- 日本フードパッカー青森工場：畜産物の処理、加工、販売を行う日本ハムグループの企業。

### 郵便
- 百石郵便局（集配局）（84031）
- 下田郵便局（84061）
- 二川目郵便局（84147）
- おいらせ青葉郵便局（84292）
- 一川目簡易郵便局（84730）

## 地域

### 人口
平成27年国勢調査より前回調査からの人口増減をみると、0.05％増の24,222人であり、増減率は県下40市町村中2位。
| |                                            |  |
| おいらせ町と全国の年齢別人口分布（2005年） | おいらせ町の年齢・男女別人口分布（2005年） |  |
| ■紫色 ― おいらせ町 ■緑色 ― 日本全国 | ■青色 ― 男性 ■赤色 ― 女性                  |  |
| おいらせ町（に相当する地域）の人口の推移 \| 1970年（昭和45年） \| 17,036人 \| \| \| 1975年（昭和50年） \| 17,251人 \| \| \| 1980年（昭和55年） \| 17,637人 \| \| \| 1985年（昭和60年） \| 18,632人 \| \| \| 1990年（平成2年） \| 19,120人 \| \| \| 1995年（平成7年） \| 21,031人 \| \| \| 2000年（平成12年） \| 23,220人 \| \| \| 2005年（平成17年） \| 24,172人 \| \| \| 2010年（平成22年） \| 24,211人 \| \| \| 2015年（平成27年） \| 24,222人 \| \| \| 2020年（令和2年） \| 24,273人 \| \| |                                            |  |
| 総務省統計局 国勢調査より |                                            |  |
| 1970年（昭和45年） | 17,036人                                   |  |
| 1975年（昭和50年） | 17,251人                                   |  |
| 1980年（昭和55年） | 17,637人                                   |  |
| 1985年（昭和60年） | 18,632人                                   |  |
| 1990年（平成2年） | 19,120人                                   |  |
| 1995年（平成7年） | 21,031人                                   |  |
| 2000年（平成12年） | 23,220人                                   |  |
| 2005年（平成17年） | 24,172人                                   |  |
| 2010年（平成22年） | 24,211人                                   |  |
| 2015年（平成27年） | 24,222人                                   |  |
| 2020年（令和2年） | 24,273人                                   |  |

### 所轄警察署
- 三沢警察署管内
  - おいらせ交番（下田、百石、二川目の各駐在所を2007年（平成19年）12月25日統合・新設）

### 所轄消防署
- 八戸地域広域市町村圏事務組合消防本部おいらせ消防署
- 同上　おいらせ北部分遣所　2015年（平成27年）4月　新設（旧下田町北部地区の人口増加に対応）

### 教育
高等学校
- 青森県立百石高等学校

中学校
- おいらせ町立下田中学校
- おいらせ町立木ノ下中学校
- おいらせ町立百石中学校

小学校
- おいらせ町立下田小学校
- おいらせ町立木ノ下小学校
- おいらせ町立木内々小学校
- おいらせ町立百石小学校
- おいらせ町立甲洋小学校

### 金融機関
- 青森みちのく銀行百石支店
- 青森県信用組合百石支店
- 青い森信用金庫（すべて、旧：八戸信金店）
  - おいらせ支店
    - おいらせ町役場分庁舎出張所

  - 青葉支店
- 十和田おいらせ農業協同組合（JA十和田おいらせ）
  - ももいし支店
  - 下田支店

## 交通

### 鉄道
- 青い森鉄道
  - 青い森鉄道線：下田駅 - 向山駅

### バス
- 十和田観光電鉄
- おいらせ町民バス

### 道路
- 有料道路
  - E4A 百石道路：(8) 下田百石IC
  - E4A 第二みちのく有料道路：下田百石IC - （下田本線料金所） - 三沢十和田下田IC
- 一般国道
  - 国道45号
  - 国道338号
- 県道
  - 青森県道8号八戸野辺地線
  - 青森県道10号三沢十和田線
  - 青森県道19号八戸百石線
  - 青森県道119号五戸下田停車場線
  - 青森県道140号下田停車場線
  - 青森県道141号市川下田停車場線
  - 青森県道171号向山停車場六戸線
  - 青森県道213号柳町下田停車場線
  - 青森県道283号百石下田線

## 名所・旧跡・観光スポット・祭事・催事

### 名所・旧跡・観光スポット
- 氣比神社：南部藩最大の藩営牧場があったことより馬を祀る神社として17世紀に創建される。
- 一里塚公園
- カワヨグリーン牧場：ユースホステル併設。
- 間木堤：ハクチョウ飛来地
- 根岸の大銀杏：樹齢1100年以上、日本最古の銀杏の木という説もある。県天然記念物[3]。
- 百石えんぶり
- 自由の女神像：ニューヨークと同緯度にあることから、本物の1/4の大きさにて建立。
- 大山将棋記念館：大山康晴十五世名人に関連する資料を中心に展示。〔おいらせ町下前田〕[4]
- 阿光坊古墳群（阿光坊）国の史跡[5]
- 民具ふれあい館（中下田）
- 観光農園 アグリの里おいらせ  熱帯果樹園　イチゴ園　レストラン、天然温泉足湯併設

### 祭事・催事
- 百石えんぶり：2月
- おいらせ春まつり：4月下旬～5月
- 氣比神社大祭：7月下旬
- 全国将棋祭り：8月
- おいらせ百石まつり：9月
- おいらせ下田まつり：9月
- 日本一のおいらせ鮭まつり：11月第3土・日曜日（旧下田町で1985年に開始[6]。2020年から不漁とコロナ禍で3年連続中止となり、2022年11月の町議会議員全員協議会で町から廃止方針が示された[6]。）

## 特産品
- 神酒 氣比の里：町内のみの限定販売品
- 清酒桃川
- 銀の鴨：宮内庁御用達
- おっぱいブランド：メロン、イチゴ
- キャベツラーメン

## 出身著名人
- 伊藤美紀 - 女子サッカー選手（旧下田町出身）
- 奥平光紀 - ミュージカル俳優
- 柏崎順子 - 国文学者、一橋大学教授
- 北向由樹 - 政治家、バスケットボール選手
- 嵯峨理久 - サッカー選手
- 袴田里見 - 社会運動家、政治家
- 三村申吾 - 第17-21代青森県知事
- 村井倉松 - 外交官、第8代八戸市長

## 電話番号
- おいらせ町は上北郡に属しているが、市外局番は三沢市や十和田市、他の上北郡の町村と異なっている。三沢市・六戸町と隣接する一部を除き、八戸市および三戸郡五戸町・新郷村・階上町、南部町の一部（旧・名川町および旧・福地村域）と同一のエリア（八戸MA）となっている。